# Christoph Grote
Christoph Grote (* 13. Juli 1965) war bis Ende Oktober 2018 Geschäftsführer der Oldenburgischen Volkszeitung in Vechta. Zuvor war er Chefredakteur der in Hannover erscheinenden Tageszeitung Neue Presse (NP), der Stuttgarter Nachrichten und von Sonntag Aktuell.

## Werdegang
Grote durchlief seine Redakteursausbildung (das Volontariat) in Münster bei Kirche+Leben, der nach ihren eigenen Angaben größten Bistumszeitung Deutschlands mit mehr als 300.000 Lesern. Dabei machte Grote auch Station im Institut zur Förderung publizistischen Nachwuchses (ifp) – der Journalistenschule der katholischen Kirche. Im Anschluss erhielt er eine Anstellung als Redakteur bei der Auto Zeitung in Köln. Danach war er Redakteur bei der Kirchenzeitung für das Bistum Hildesheim. Es folgten Stationen bei der Nordwest-Zeitung und der Oldenburgischen Volkszeitung in seiner Heimatstadt Vechta. 1995 wechselte Grote zur Verlagsgesellschaft Madsack nach Hannover. Dort war er zunächst Redakteur bei der NP im Ressort Niedersachsen/Vermischtes, dann wechselte er ins Lokalressort, verantwortlich für Kommunalpolitik. Anschließend wurde er bei der NP zum Leiter des Ressorts Serien & Aktionen, 1998 dann Chef der NP-Lokalredaktion. Zum 1. April 2003 ernannte ihn die Verlagsgesellschaft Madsack zum Chefredakteur der so genannten Heimatzeitungen – sieben eigenständige Lokalteile aus der Region Hannover, die der NP und der ebenfalls bei Madsack erscheinenden Hannoverschen Allgemeinen Zeitung beiliegen.
Zum 1. Juli 2005 wurde Grote zum Chefredakteur der NP berufen, nachdem der bisherige Chefredakteur Ulrich Neufert zur Hannoverschen Allgemeinen Zeitung gewechselt war. Während seiner Zeit bei Madsack gewann Grote zahlreiche Journalistenpreise, darunter – mit Kollegen – einen der Konrad-Adenauer-Stiftung für die Verbraucherserie „Störenfried Kunde, König Kunde“. Außerdem wurde er mehrfach mit European Newspaper Awards ausgezeichnet, unter anderem für vorbildliches Zeitungslayout. Darüber hinaus ist Grote Träger des Christophorus-Preises, einer Auszeichnung für beispielhafte Berichterstattung über das Thema Verkehrssicherheit.
Grotes Arbeit stieß bei Gewerkschaftern auf Kritik. Während seiner Tätigkeit bei der Verlagsgruppe Madsack etwa teilte er den Redaktionen per E-Mail mit, dass Freie Mitarbeiter bei den Sublokalausgaben nicht mehr als 100 Euro am Tag verdienen dürften.
Am 1. November 2007 übernahm Grote die Chefredaktion der Stuttgarter Nachrichten. Das Blatt hatte zusammen mit den angeschlossenen Schwesterzeitungen eine verkaufte Auflage von 381.884 Exemplaren (IV/2005). In ihrer eigenen Berichterstattung über den Wechsel zitierten die Stuttgarter Nachrichten Grote mit den Worten: „Die Art und Weise, wie die Menschen kommunizieren, aber auch wie sie Medien nutzen, wird sich durch das Internet weiter verändern. Medienhäuser, die sich diesen Veränderungsprozessen offen stellen, haben eine große Chance, neue Nutzerkreise an ihre etablierten Marken zu binden“. Grotes Nachfolger in Hannover war Harald John, bisher Ressortleiter „Region Hannover“ sowie „City“ und „Kultur“.
In Stuttgart verantwortete er als Chefredakteur der Stuttgarter Nachrichten eine Arbeitsgruppe, die einen Relaunch der Sonntag Aktuell, der siebten Ausgabe der beiden Stuttgarter Tageszeitungen, vorbereiten sollte. Der bisherigen Redaktion beschied Grote, sie mache mit „viel zu vielen Leuten“ eine Zeitung die „weinerlich, betulich“ und „beliebig“ sei. Die Redaktion wurde Mitte Januar 2010 geschlossen, Grote zusätzlich Chefredakteur von „Sonntag Aktuell“.
Im Juli 2010 verließ Grote die Stuttgarter Nachrichten und wechselte als Geschäftsführer zur Oldenburgischen Volkszeitung in Vechta, die er Ende Oktober 2018 verlassen hat. Seit Juni 2019 ist er Verlagsleiter bei der Allgemeinen Zeitung in Coesfeld.